# Hans Hut

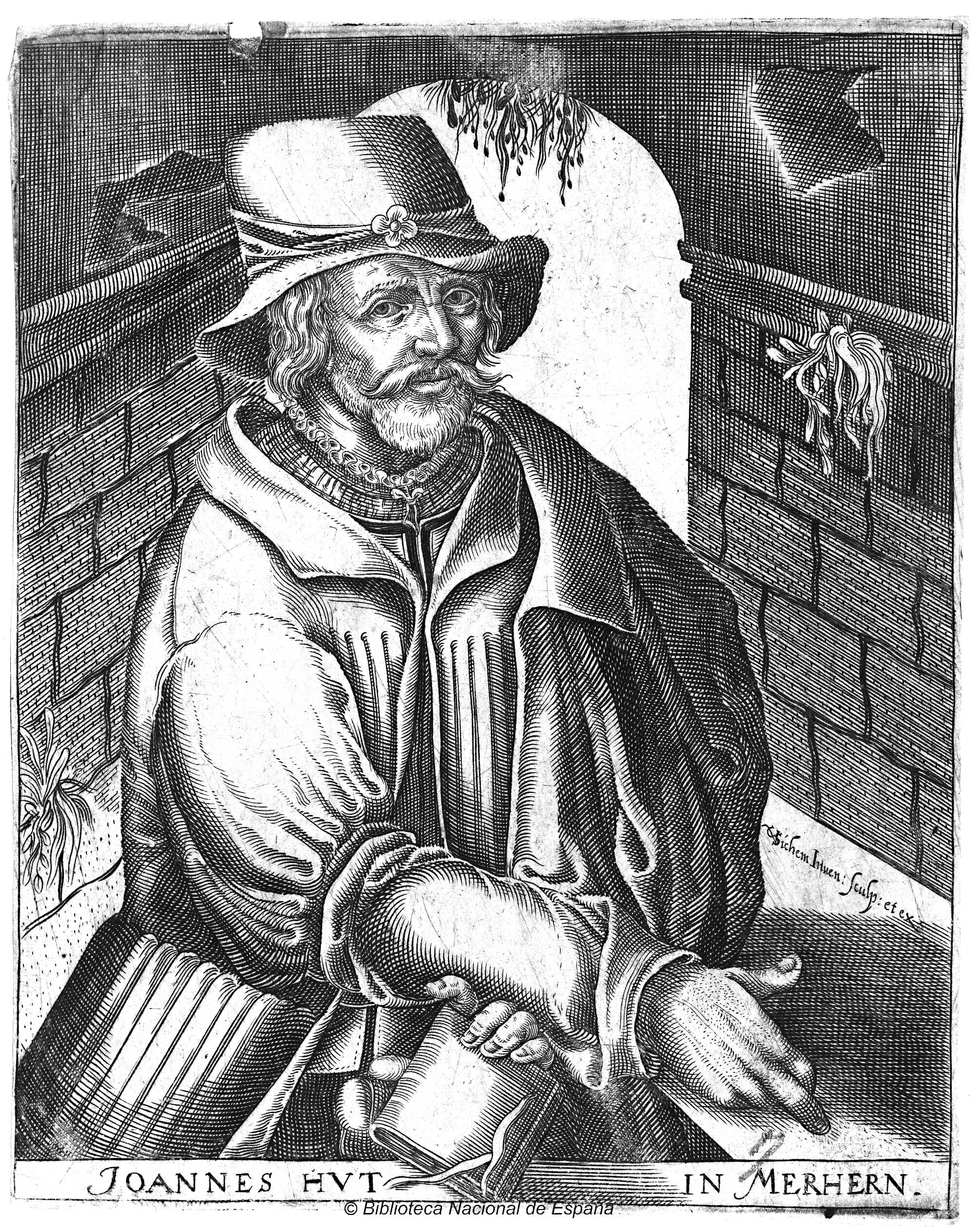
Hans Hut: Stich aus dem 17. Jahrhundert

Hans Hut (auch Hutt, Huth, Huet geschrieben; * um 1490 in Haina; † 6. Dezember 1527 in Augsburg) war eine führende Persönlichkeit der Täuferbewegung und einer der erfolgreichsten Täufermissionare der Reformationszeit. In den eineinviertel Jahren seiner missionarischen Aktivitäten brachte er das Täufertum nach Franken, Bayern, Mähren, Österreich und Schlesien. Anders als die Zürcher Täufer, die ihre ursprüngliche theologische Prägung von Zwingli empfangen hatten, war Hut ein Schüler der Reformatoren Thomas Müntzer und Andreas Karlstadt. Er gilt heute als Begründer einer eigenständigen Richtung innerhalb des Täufertums, das sich „auf dem Boden von Mystik und Apokalyptik“ entwickelte und dessen Hauptverbreitungsgebiete sich in Mitteldeutschland und in  Österreich befanden.

## Leben

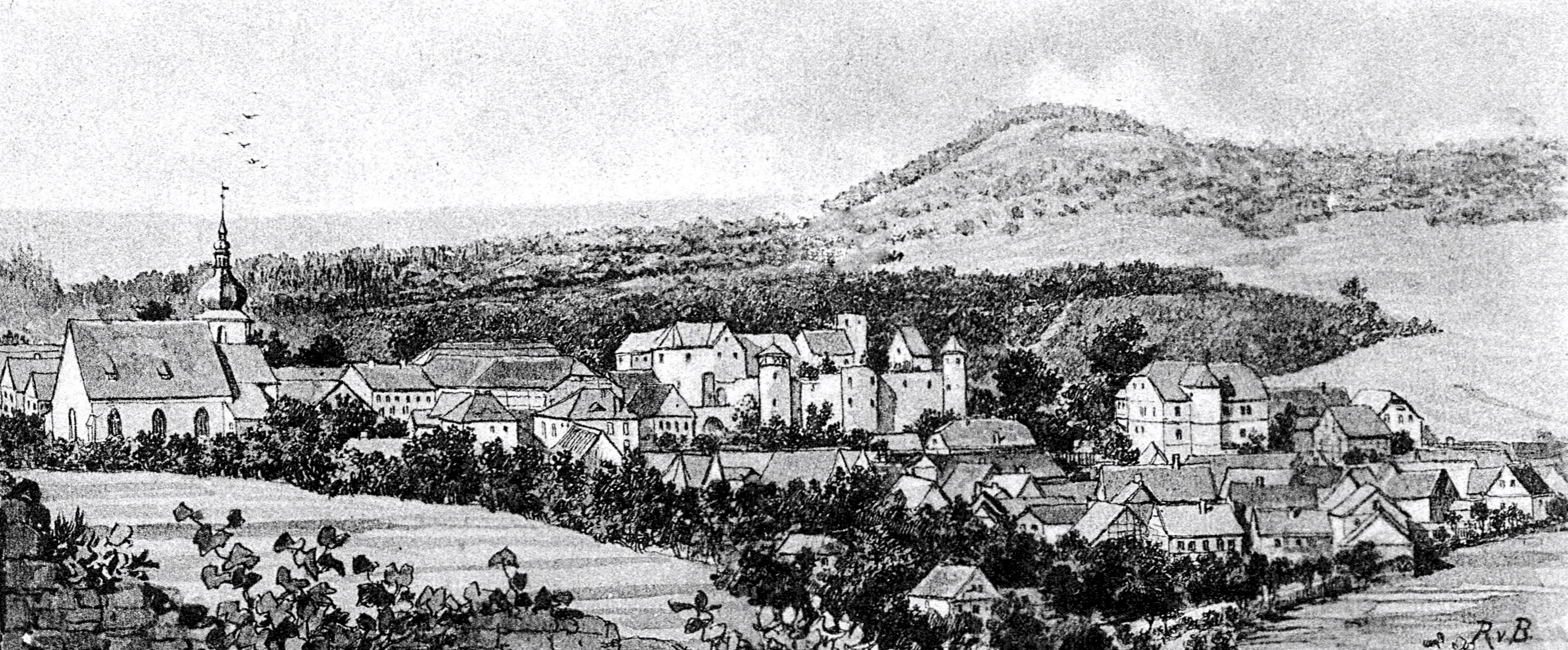
Bibra: Dorfansicht mit Kirche St. Leo (erbaut 1492–1503)

Die Informationen über Huts Herkunft und Jugend sind dürftig. Auch sein genaues Geburtsdatum ist unbekannt. Relativ sicher ist nur, dass er im letzten Jahrzehnt des ausgehenden 15. Jahrhunderts als Sohn eines in Haina ansässigen Hans Hut geboren wurde und dass er mindestens einen Bruder hatte. Vermutlich im Zusammenhang seiner Eheschließung mit einer gleichaltrigen, namentlich aber nicht bekannten Frau verzog Hans Hut um 1515 nach Bibra, das rund 15 Kilometer von Haina in nordwestlicher Richtung entfernt liegt. Aus der Ehe gingen sechs Kinder hervor, über die nur sehr spärliche Nachrichten vorhanden sind. Über Huts Auftreten und Aussehen heißt es in einem zeitgenössischen Steckbrief des Nürnberger Stadtrates:

„Der oberste und fürnemste Patron der Täufer ist Johannes Hut, ein fast gelehrter, geschickter Gesell, eine ziemlich gut Mannslängen [groß] und eine bäurische Person mit einem lichtbraunen, gestutzten Haar und oben unter der Nasen mit einem falben Bärtlein. Seine Kleidung ist ein kemlingrauer und bisweilen ein schwarzer Reitrock, ein grauer, breiter Hut und graue Hosen.“

Hut war Buchbinder, arbeitete aber zunächst als Küster an der Bibraer Kirche St. Leo. Ab 1521 verdiente er seinen Lebensunterhalt als fahrender Buchhändler. Auf Reisen nach Wittenberg und Nürnberg kam er um 1522 in Kontakt mit dem radikalen Reformator Thomas Müntzer, möglicherweise auch mit Andreas Bodenstein, genannt Karlstadt. Im September 1524 beherbergte er Müntzer nach dessen Flucht aus Mühlhausen und vermittelte ihm einen Nürnberger Drucker für seine Schrift Ausgedrückten Entblößung des falschen Glaubens. Der Rat beschlagnahmte jedoch die meisten der 500 Druckexemplare wegen des in ihnen enthaltenen Aufrufs zum Umsturz. Angeregt von Müntzers Kritik an der Säuglingstaufe weigerte sich Hut Ende desselben Jahres, sein neugeborenes Kind taufen zu lassen. Er wurde deshalb mit seiner Familie aus Bibra ausgewiesen. Frau und Kinder brachte er bei Hans Denck in Nürnberg unter, er selbst begab sich zu Müntzer ins Feldlager und nahm am 15. Mai 1525 an der entscheidenden Bauernkriegschlacht bei Frankenhausen teil. Den feindlichen Truppen konnte sich Hut durch Flucht entziehen.
Zu Pfingsten 1526 wurde er von Hans Denck in Augsburg getauft. Er erwartete den Anbruch des Reiches Gottes in Form einer gewaltsamen apokalyptischen Durchsetzung der Herrschaft des Christus für das Jahr 1528. Daher entfaltete er umfangreiche missionarische Aktivitäten, weil er vor Pfingsten 1528 die 144.000 versiegeln musste. Er verstand die von ihm gespendete Taufe deshalb als Versiegelung des Täuflings. Deshalb bezeichnete er ihn auch durch ein Wasser-Kreuzzeichen an der Stirn.
Seine Missionstätigkeit erstreckte sich von der thüringisch-fränkischen Grenze im Norden bis nach Tirol und Mähren. Nur eineinviertel Jahr war Hans Hut als Missionar der Täuferbewegung unterwegs. Spuren seiner Wirksamkeit lassen sich nachweisen in Thüringen, Franken, Schwaben, Bayern, Österreich, Salzburg und Mähren. Größere Städte, in denen er die täuferischen Lehren verkündete und die Taufe spendete, waren Coburg, Augsburg, Erlangen, Nürnberg, Nikolsburg, Wien, Steyr, Freistadt, Linz, Passau und Salzburg sowie viele kleinere Ortschaften, die er auf seinen Reisen durchzog. Auf seinen Missionsreisen scheint er oft ehemalige Bauernkriegsteilnehmer aufgesucht zu haben.
Seine Verkündigung war von den mystischen Gedankengängen Thomas Müntzers stark geprägt. Der Hut-Forscher Gottfried Seebaß nennt ihn deshalb „Müntzers Erbe“. In der Türkengefahr sah er eine Strafe Gottes für ein unbußfertiges Christentum. Wegen der apokalyptischen Funktion, die er dem expandierenden Osmanischen Reich attestierte, sprach er sich im Falle eines Angriffs gegen die Landesverteidigung aus. Dies brachte ihn in Konflikt mit anderen Führern der Täufer und führte zu einem Religionsgespräch mit Balthasar Hubmaier in Nikolsburg, in dessen Folge er von den Behörden festgenommen wurde, aber fliehen konnte.
Im August 1527 gehörte Hans Hut zu einer Anzahl führender Täufer, die sich in Augsburg zu einem Täuferkonzil (Augsburger Märtyrersynode) trafen. Dort wollte man u. a. Unterschiede in den Lehrmeinungen ausgleichen. Als der Augsburger Rat von dem Treffen erfuhr, versuchte man der Versammelten habhaft zu werden. Zusammen mit wichtigen Augsburger Täufern wurde Hut verhaftet. Weil es nicht gelang, die Inhaftierten von ihren Lehren abzubringen, verurteilte man Hut und die anderen zu langjährigen Haftstrafen. Hans Hut starb infolge eines Brandes im Augsburger Gefängnis, den er angeblich selbst in seiner Zelle gelegt hatte, Ende 1527. Seine Leiche wurde am Richtplatz verbrannt und die Asche in die Wertach gestreut.

## Taufsukzession

Das sogenannte „Taufbüchlein“ Hans Huts, verfasst um 1527

Die Linie der Taufsukzession lässt sich bei Hans Hut (Pfingsten 1526) nur bis zu Hans Denck zurückverfolgen. Die frühere Annahme, dass Denck von Balthasar Hubmaier (Ostern 1525) getauft wurde, ist inzwischen umstritten. Die in Klammern gesetzten Daten bezeichnen das jeweilige Taufdatum. Belege dazu finden sich in den Biographieartikeln der erwähnten Personen.

## Werke
- Von dem geheimnis der tauf, baide des zaichens und des Wesens, ein anfang eines rechten wahrhaftigen christlichen Lebens, 1527, als Manuskript erhalten
- Ein christlicher Underricht, wie göttliche geschrift vergleicht und geurtailt solle werden. Aus kraft des heiligen geists und zeuknus der dreitail christlichen Glaubens sambt iren verstand, 1527[12]